# Robert Curry Cameron
Robert Curry Cameron (1925 – 1972) è stato un astronomo statunitense.
Il 20 aprile 1950 scoprì, nell’ambito dell’Indiana Asteroid Program per la ricerca di asteroidi mediante osservazioni fotografiche presso il Goethe Link Observatory vicino a Brooklin (Indiana), l'asteroide 1575 Winifred (1950 HH) così chiamato in onore di sua moglie Winifred Sawtell allora impiegata presso lo United States Naval Observatory. 
Fu uno degli otto astronomi selezionati dallo Smithsonian per costruire e gestire a Johannesburg una stazione di tracciamento del primo satellite artificiale americano Explorer 1. Al ritorno dal Sud Africa fu assunto, insieme alla moglie, dalla NASA incominciando a lavorare presso il Goddard Space Flight Center a Greenbelt formando l'unica coppia al lavoro per la NASA a quei tempi. Nel 1965 curò l’edizione di The Magnetic and Related Stars, una raccolta di articoli presentati in un simposio a Greenbelt.
A Robert Curry Cameron la UAI ha intitolato il cratere lunare Cameron